# Tchawka

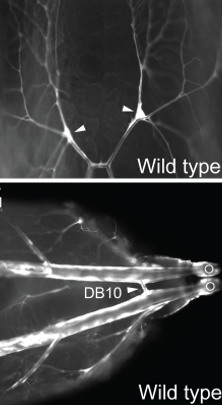
Tchawki – drosophila

Tchawki – narząd oddechowy występujący u niektórych stawonogów (owady, pareczniki, dwuparce, niektóre roztocze i pająki).
Tchawki są wypukleniami ścian ciała. Cały system tworzy sieć rozgałęzionych rurek różnej grubości, od wewnątrz wzmocnionych chitynową spiralą umożliwiającą utrzymanie stałej drożności.
Powietrze dostaje się do systemu tchawek przez niewielkie otwory w powierzchni ciała zwane przetchlinkami, a następnie wędruje systemem rozgałęziających się rurek, które sięgają do wszystkich okolic ciała zwierzęcia. Wewnątrz ciała tchawki kończą się ślepo, mikroskopijnej wielkości delikatnymi, wypełnionymi płynem tracheolami. Na styku tych zakończeń ze ścianami komórki następuje wymiana gazowa.